# Ofensiva del sur de Damasco (marzo de 2018)
La ofensiva por el sur de Damasco (marzo de 2018) empezó el 12 de marzo de 2018, cuándo Daesh atacó a las posiciones rebeldes en el barrio de al-Qadam en el sur de Damasco mientras evacuaban. Los rebeldes en al-Qadam había sido rodeados de un lado por fuerzas del gobierno y en el otro por Estado Islámico. El 10 de marzo, Daesh acechaba a cualquier rebelde que evacuaba el área después del gobierno sirio diera a los rebeldes 48 horas para rendir el distrito y evacuar.
Al comenzar la evacuación de al-Qadam, las fuerzas de Estado Islámico atacaron a los rebeldes el 12 de marzo y capturó un 25 por ciento del barrio. Al día siguiente, alrededor 300 rebeldes los luchadores y sus familiares fueron evacuados de al-Qadam hacia Idlib. Después de la evacuación, tropas del gobierno tomaron el control de 70 por ciento del barrio, mientras el restante 30 que dó bajo el control de Estado Islámico. Durante la lucha, fueron lanzados varios bombardeos aéreos contra el EI en Al-Hajar al-Aswad y al-Qadam. Mientras los enfrentamientos tenían lugar en Qadam, los rebeldes intentaron romper a través de las líneas de Daesh en Yarmouk pero fue repelido.
El 14 de marzo, ISIL lanzó un asalto contra las posiciones del Ejército sirio en al-Qadam, avanzado ligeramente. El ataque se renovó el día siguiente  pero sin avances y para 16 de marzo, la ofensiva había parado. Durante la lucha en al-Qadam, las fuerzas del gobierno padecieron fuerte pérdidas con 40 soldados asesinados y al menos un tanque averiado.
Por la noche del 19 de marzo, las fuerzas de Estado Islámico lanzaron un ataque de sorpresa contra posiciones del gobierno en al-Qadam y al día siguiente logró empujar las líneas del ejército. Según SOHR, Daesh tomó el control completo de al-Qadam, con 36 soldados asesinados y docenas de heridos, capturados o desaparecidos. En contraste, fuentes militares informaron inicialmente que al-Qadam estaba dividido y que Daesh había fallado en capturar los barrios centrales y occidentales del distrito. Aun así, más tarde  confirmaron que Estado Islámico había tomado el control de 90 por ciento del distrito debido a una retirada poco organizada. Cinco soldados desaparecidos fueron rescatados al quedar atrapados tras las líneas enemigas. Anunciando que no quedaban soldados vivos tras las líneas enemigas. En este tiempo, las unidades veteranas de la 4.ª División Blindada fueron enviadas como refuerzos a al-Qadam para retomar las áreas perdidas. Al día siguiente, tras un ataque de artillería pesada contra las posiciones de Estado Islámico, un alto el fuego de dos días fue anunciado.
El 21 de marzo, fue informado que la cantidad de muertos por el ataque de Daesh aumentó a 62, después de que se recuperaron 26 cuerpos. En el mismo día, Daesh ejecutó un comandante palestino capturado, Nidal Darwish, en el barrio de al-Qadam.

## Consecuencias
El 19 de abril, las SAA y las milicias palestinas aliadas lanzaron un ofensiva contra la bolsa de Estado Islámico.
Por la noche del 19 mayo, se anunció un acuerdo por la bolsa del sur de Damasco entre el Ejército sirio y Estado Islámico después de que los militantes aceptaran la rendición de sus últimas posiciones en el Campamento de Yarmouk y al Hajar Al-Aswad. Al día siguiente, los autobuses empezaron a entrar en la bolsa de Daesh para transportar a sus milicianos al desierto de Siria oriental. Más tarde el 21 de mayo, el ejército oficialmente anunció que habían recuperado el control del área, acabando la existencia de fuerzas rebeldes alrededor de Damasco.